# Schmeessen

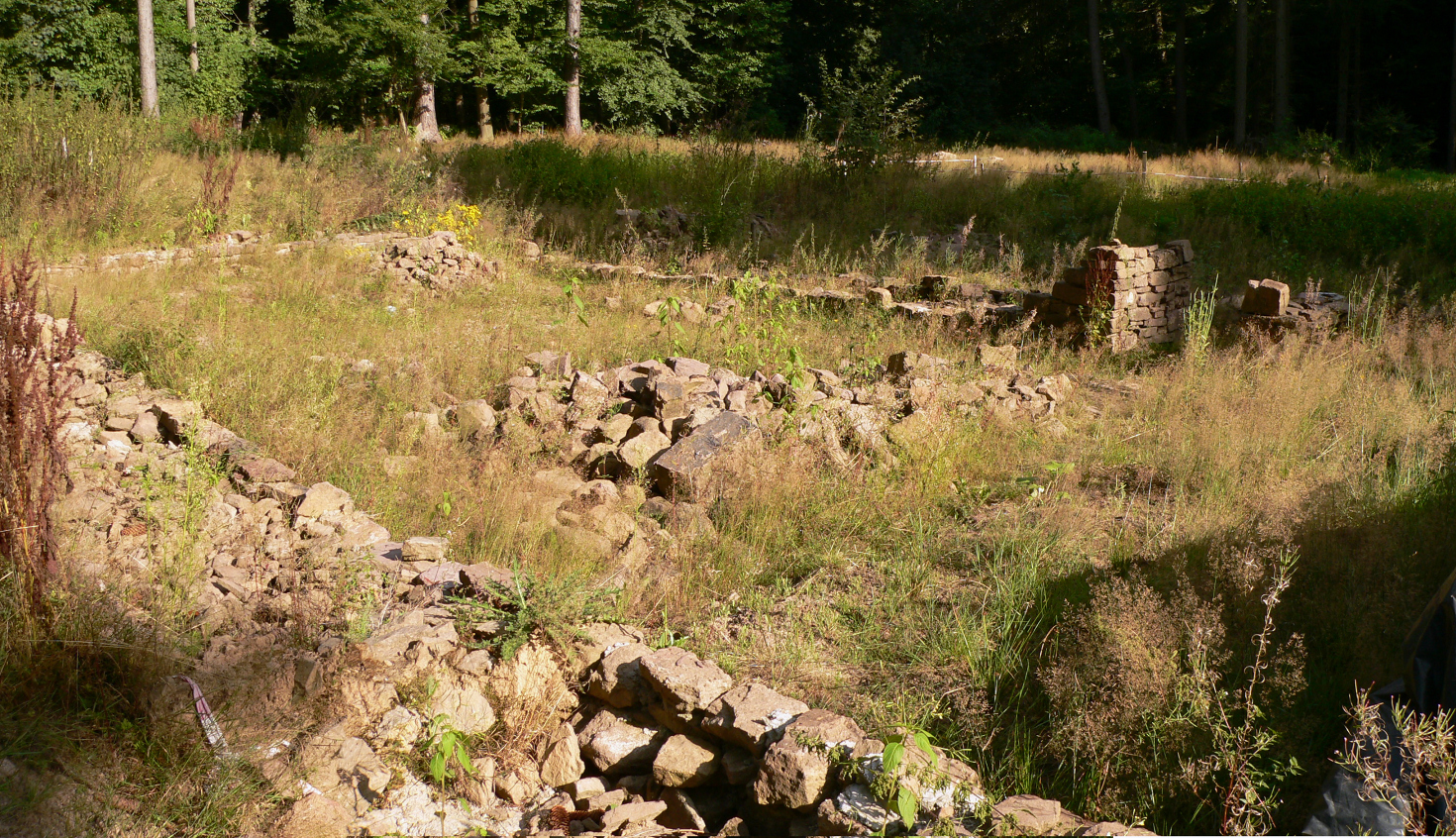
Teilrekonstruierter Grundriss der Kirche, 2013

Schmeessen, auch Schmeeßen oder Smedersen oder Smitheredeshusun ist eine Wüstung im Landkreis Northeim im Bundesland Niedersachsen. Das ehemalige Dorf liegt siedlungsfern im gemeindefreien Gebiet des Sollings. Die freigelegten Fundamente der mittelalterlichen Kirche sind als bauliches Zeugnis erhalten.

## Lage
Der Ort liegt im forstlich genutzten südwestlichen Solling östlich von Lauenförde unweit des oberen Wesertals. In der Nähe verläuft die B241. Der Standort befindet sich circa 3 Kilometer südwestlich der Wüstung Winnefeld. Die Dorfwüstung ist von einer Straße aus frei zugänglich und für die touristische Nutzung erschlossen.

## Geschichte
Der Ort liegt an einem alten Höhenweg nördlich des Königslagers Herstelle. Archäologisch nachgewiesen ist eine Besiedlung seit dem 8. Jahrhundert, als während der Karolingerzeit das Weser-Leinebergland erschlossen wurde.
Als Teil einer Güterübertragung an das Kloster Corvey, zu dem auch Deisel gehörte, wurde der Ort als Smitheredeshusun  im Jahre 1004 erstmals urkundlich erwähnt. Aus dieser Zeit gibt es verhältnismäßig wenig archäologische Funde.
Erst ab etwa 1200 ist wieder eine stärkere Besiedlung und der Bau einer steinernen Kirche nachweisbar, deren befestigter Turm gleichzeitig als Schutzburg diente. Damals war der Ort, der 1303 als Witwengut der Gräfin Sophie von Dassel und Nienover Smedersen genannt wurde, Teil der Grafschaft Dassel. Die Umgebung des Dorfes wurde landwirtschaftlich genutzt, wovon sich nördlich des Ortes Spuren von Wölbäckern erhalten haben.
Seit dem Ausbau umliegender Städte wie Uslar erwies sich die Lage als unvorteilhaft. Der Ort wurde um 1450 aufgegeben und fiel wüst, möglicherweise im Zusammenhang der Zerstörungen während der Soester Fehde im Sommer 1447.

## Ausgrabungen

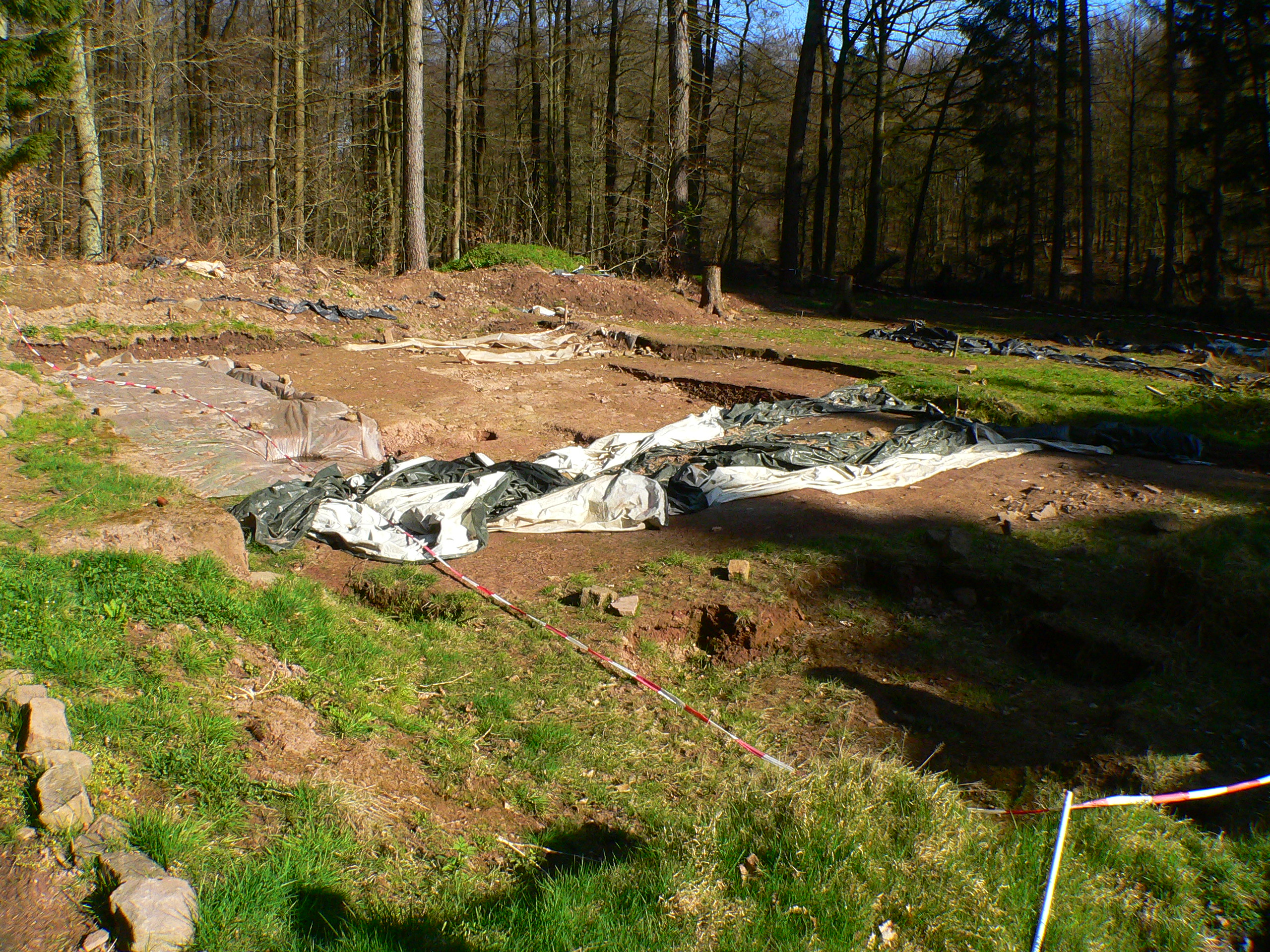
Ausgrabungsarbeiten, 2010

2005 und in den Folgejahren fanden unter Leitung von Hans-Georg Stephan von der Martin-Luther-Universität Halle-Wittenberg sieben jährliche Grabungskampagnen mit den Techniken der Mittelalterarchäologie statt. Dabei wurden mindestens fünf Grubenhäuser entdeckt. 2012 wurden die Grabungen unter anderem aufgrund von Finanzierungsschwierigkeiten kurzfristig gestoppt. Zu den Helfern der Grabungen gehörte zeitweise ein Team um die SPD-Politikerin Gabriele Lösekrug-Möller.
2006 wurde südöstlich der Kirche ein Friedhof mit mehr als einem Dutzend Gräbern nachgewiesen. An der Kleidung eines am Kirchenchor beerdigten Kleinkindes befand sich ein blauer Glasknopf mit eiserner Öse, was als ungewöhnlich gilt, da diese Technologie erst in der frühen Neuzeit Verbreitung fand. Außerdem fand man Spuren aus der Zeit der Hügelgräberkultur an dem Höhenweg. Keramikreste des Frühmittelalters wurden als Siedlungsspuren dieser Zeit gedeutet. 2011 fanden sich Hinweise darauf, dass sich hier zeitweise Flüchtlinge von der Hammaburg niederließen.

## Dorfkirche

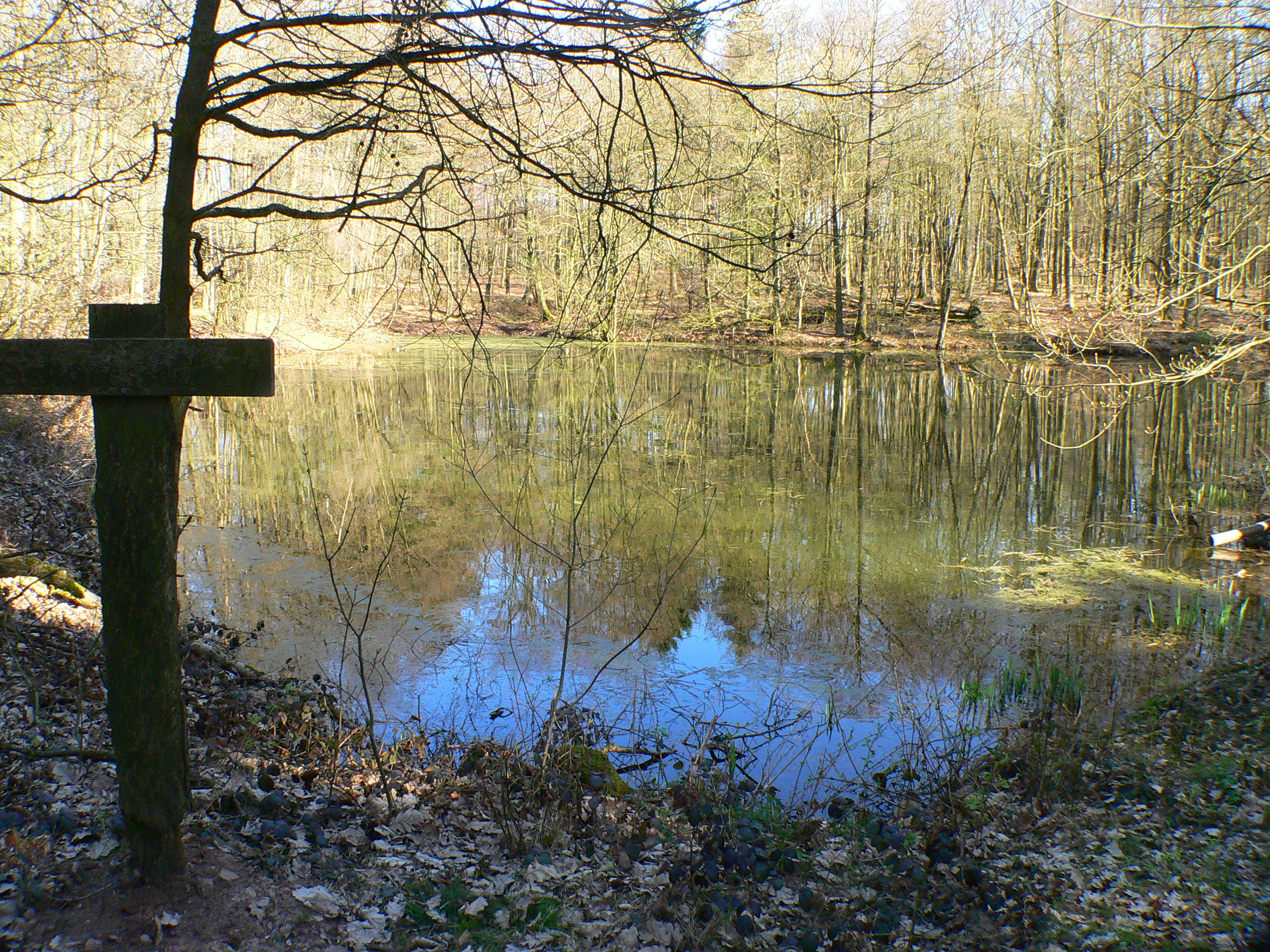
Teich der Wüstung Schmeessen

Wie aus Funden von Irdenware geschlossen wurde, ist die Kirche ein Bauwerk des frühen 13. Jahrhunderts. Es handelt sich um einen geosteten Rechteckbau im Stil vergleichbarer Bauten der Region wie Malliehagen, Nienhagen oder Oldenrode. Das maximale Außenmaß ist 15,9 × 8,4 Meter. Die im Vergleich zur Dorfkirche Winnefeld kleine Größe und einfachere Verarbeitung wird geringeren wirtschaftlichen Möglichkeiten der Dorfbewohner zugeschrieben. Da unter einem Fundamentstück eine Pfostengrube nachgewiesen wurde, geht man von einer Vorgängerkirche aus Holz aus. Aus Spuren von Ruß im Bereich der Chorseite und dem Rest einer Lanze wird auf einen Überfall auf das Dorf im Verlaufe der Soester Fehde mit anschließendem Wüstfallen geschlossen.
Im 19. Jahrhundert wurde die steinerne Kirche abgebrochen, aber unter Bauschutt blieb ein rund 70 Zentimeter hoher Mauerrest erhalten. Es handelt sich um ein sehr seltenes Beispiel einer Mauer aus kleinen Quadern aus Sandstein, die trocken in Lehm verlegt sind. Auf Initiative des Vereins Kultur-Naturhistorischer Dreiländerbund Weserbergland wurde der Grundriss 2012 teilrekonstruiert. Der Vereinsvorsitzende Jürgen Koch ist im Jahre 2013 für sein Engagement für die wissenschaftliche Erkundung der mittelalterlichen Kulturlandschaft im Weserbergland, unter anderem bei der Wüstung Schmeessen, mit dem Niedersächsischen Verdienstorden ausgezeichnet worden.